# Дизасемблер
Дизасемблирането по същество представлява процеса на превръщането на команди от машинен език в асемблерски инструкции с цел изучаване и коригиране на кода. Един пример за подобна програма е програмата DEBUG, която е част от DOS и Windows. Други подобни програми са например Turbo Debug, която за разлика от предшественика си DEBUG може да работи с 32-битови инструкции, каквито се използват при сегашните компютри. Деасемблирането е много полезно в случай, когато искате да разберете как действа една програма, но не разполагате с кода на програмата в асемблерен вариант.